# Hyderabad Pharma City
Hyderabad Pharma City est un grand parc industriel pharmaceutique établi à Macherla près de la mégalopole de Hyderabad (8 millions d'habitants), en Inde par le gouvernement de Telangana. S'étendant sur plus de 77 km2, le parc se vante d'être le plus grand de son espèce par les entreprises pharmaceutiques, en matière de besoin de fabrication et de développement de médicaments.
Le gouvernement de Telangana est engagé dans ce projet. On s'attend à ce qu'il attire 9,7 milliards de USD d'investissements et génère de l'emploi pour 560 000 personnes.

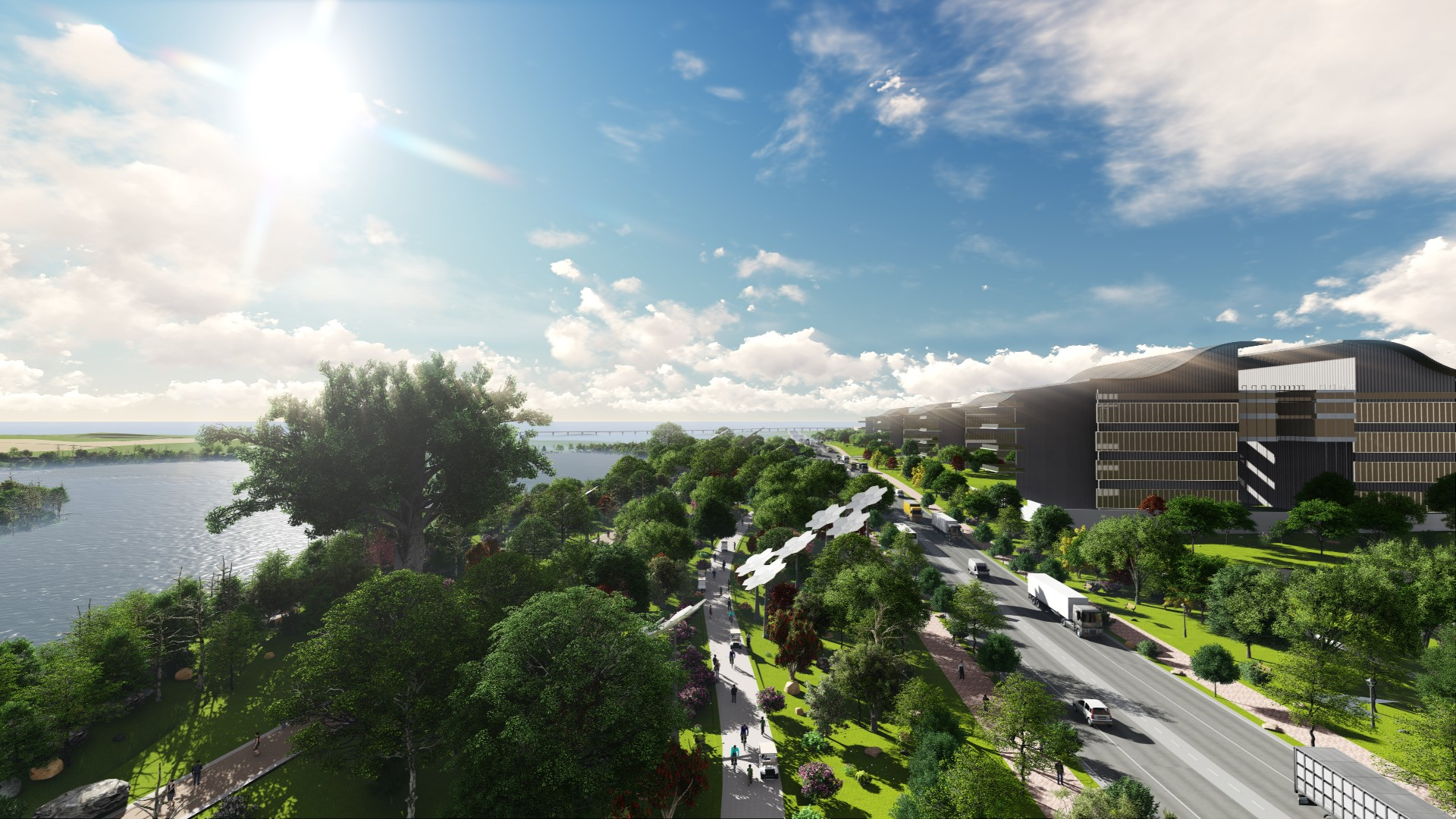

## Histoire
Le parc est une initiative du ministre des technologies de l'information et de l'industrie, du Gouvernement de Telangana, K. T. Rama Rao. Il a été annoncé le 24 mars 2018. Hyderabad, la capitale de l'État de Telangana, a été une capitale industrielle et un pôle économique majeur. Le secteur pharmaceutique est l'une des industries majeures dans et autour de Hyderabad, en plus des technologies de l'information. Contribuant à plus de 40 % de la production de médicaments du pays, Hyderabad a été appelée « Bulk Drug Capital of India » et « Vaccine Capital of the World ».
En décembre 2019, le gouvernement de l'Inde a accordé le statut de « National Investment Manufacturing Zone » (NIMZ) au projet et a reconnu le projet comme un projet d'importance nationale.

## Impact environnemental et sanitaire
Le complexe pharmaceutique engendre une pollution importante de la Musi. Un désastre écologique, humain et sanitaire se profile. Les scientifiques sur place sont unanimes : les cancers, malformations et décès suspects sont tous liés au rejet d'eaux usées. 30 % des médicaments génériques et 40 % des vaccins consommés dans le monde en 2023 sont produits dans ce complexe. Plus de 140 industriels sont présents dans la banlieue de la ville. Les industriels occidentaux de la pharmacie (Mylan, Sandoz, Sanofi, Pfizer, ...) ont été attirés par une main-d'œuvre bon marché, de faibles taxes, et des règlementations environnementales quasi inexistantes,.